# شاپرک کاکلی
شاپرک کاکلی (نام علمی: Coleophora cristata) نام یک گونه از سرده غلاف‌دارها است.